# モアリー湖
モアリー湖 (モアリーこ、フランス語: Lac de Moiry) はスイス連邦ヴァレー州のダム湖である。湖面標高2,249 m。シエールから南にアニヴィエの谷(Val d’Anniviers)を登り、グリメンツから西に分岐したモアリー谷 (Val de Moiry) に位置する。湖の奥にはモアリー氷河、グラン・コルニエ (Grand Cornier、標高3,962 m)、ダン・ブランシュ (Dent Blanche、標高4,357 m) がある。

## 水力発電
1958年に完成したダムの高さは148 m、長さ610 m。12 m³/sの水が山を挟んで東のツィナール谷(Val de Zinal)にあるモテック発電所(Mottec、標高1,564 m)に送られる。1959年に運転を開始したこの発電所はペルトン水車3基により69MWの発電能力を持つ。2019年、60年使用された設備を更新して出力を87 MWに上げる計画が発表された。
モテック発電所の下流にはVissoie、Chippis(Navizence)発電所があり、発電量はそれぞれ45 MW、70 MWである。

## ギャラリー

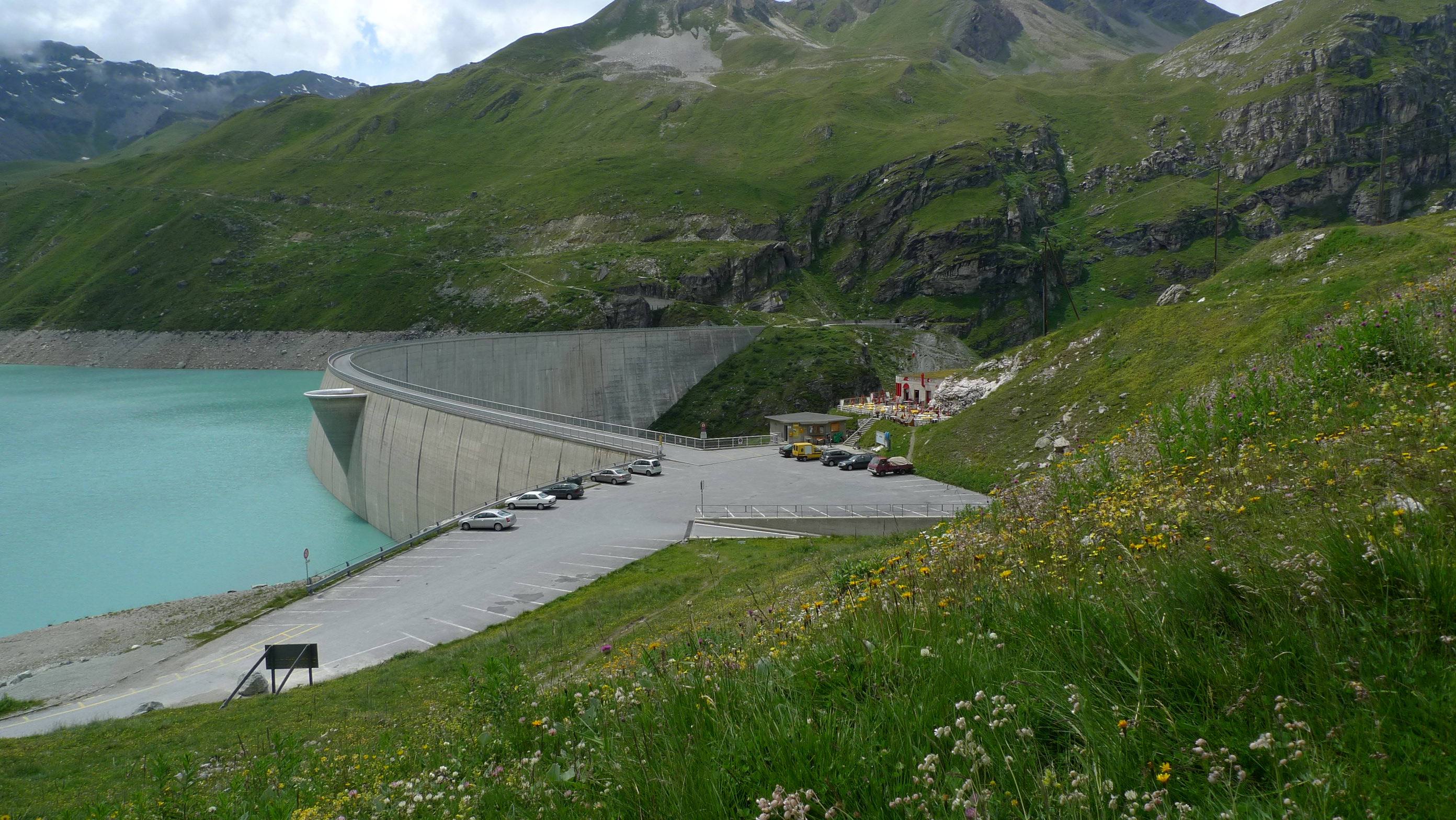
モアリーダム
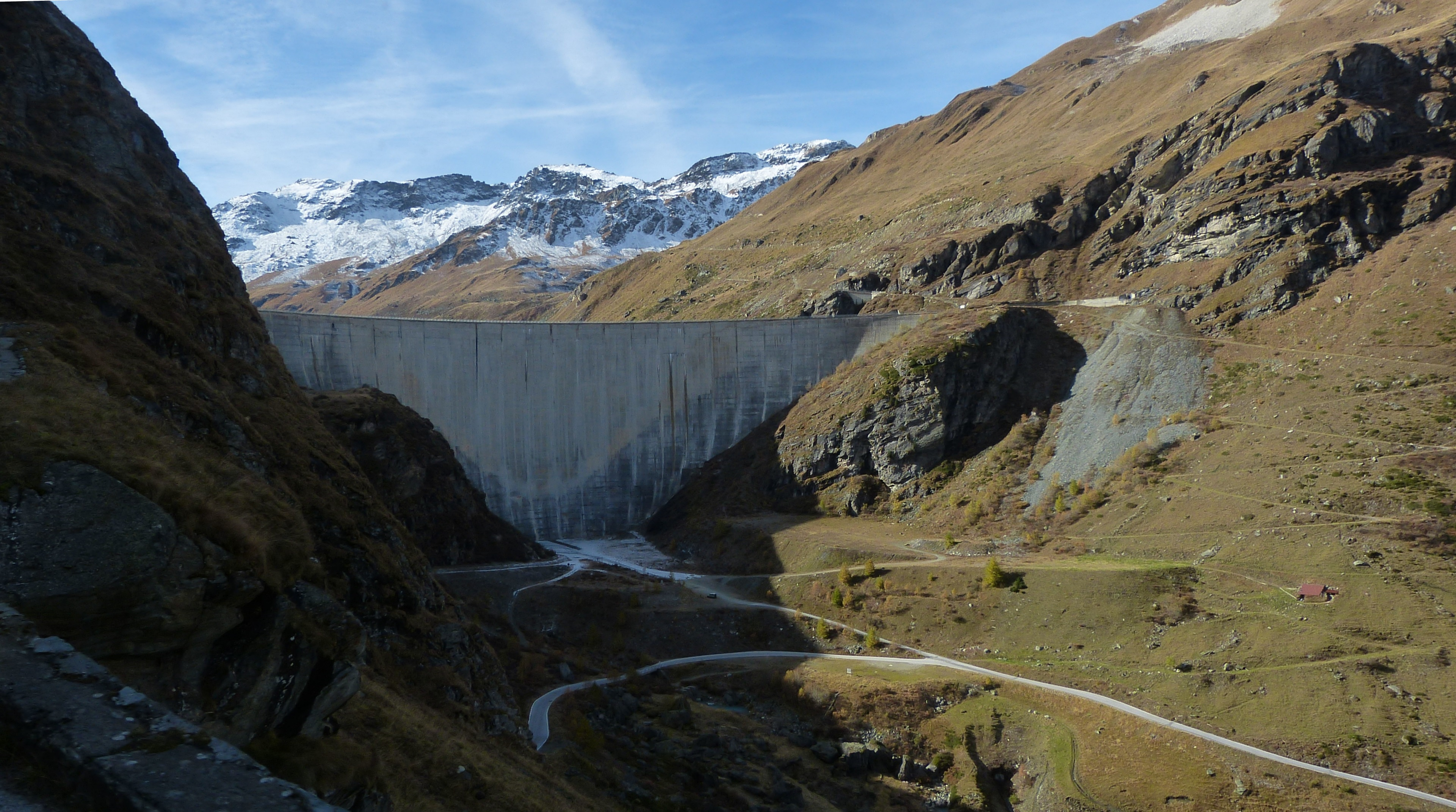
モアリーダム
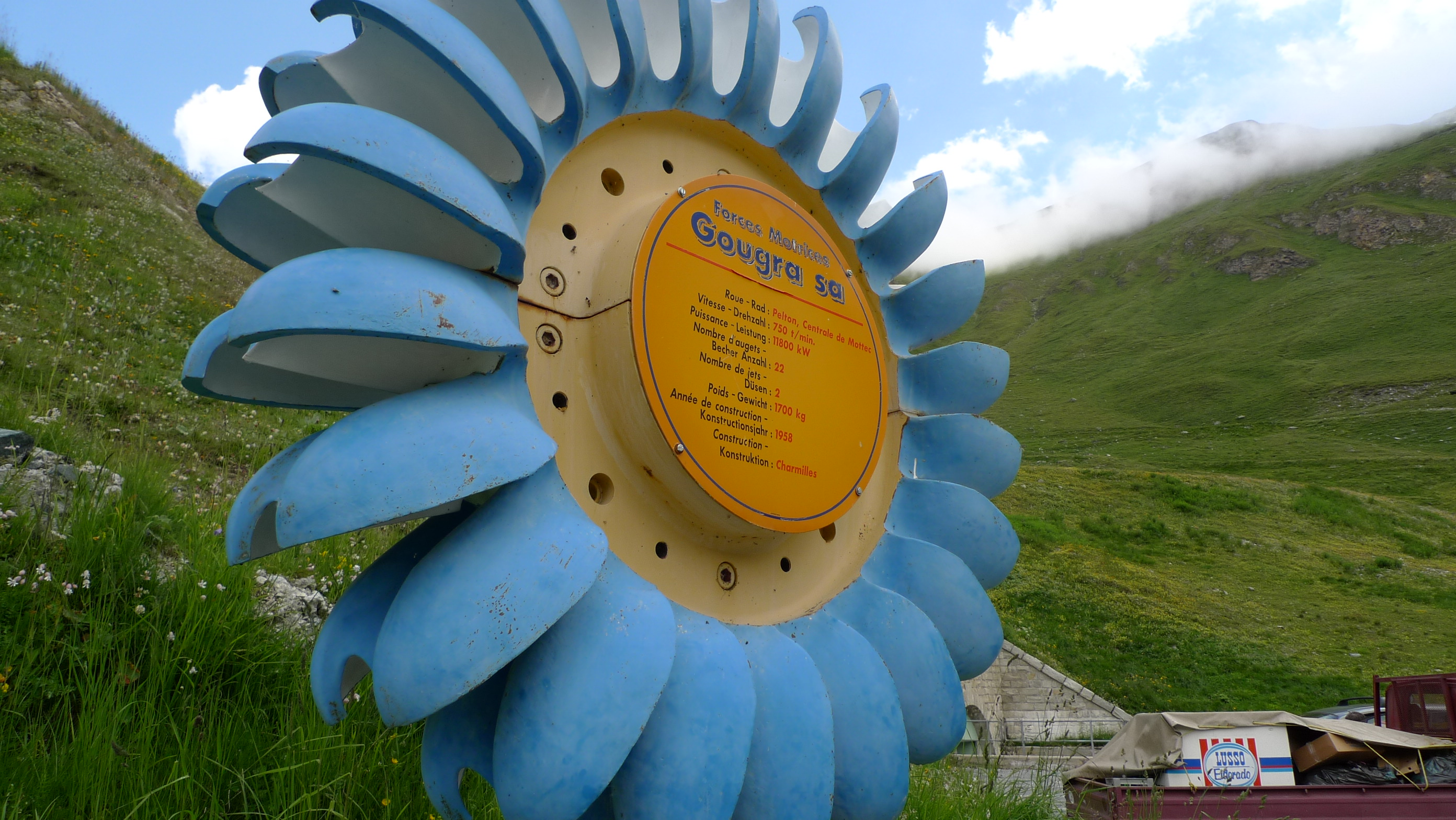
水車
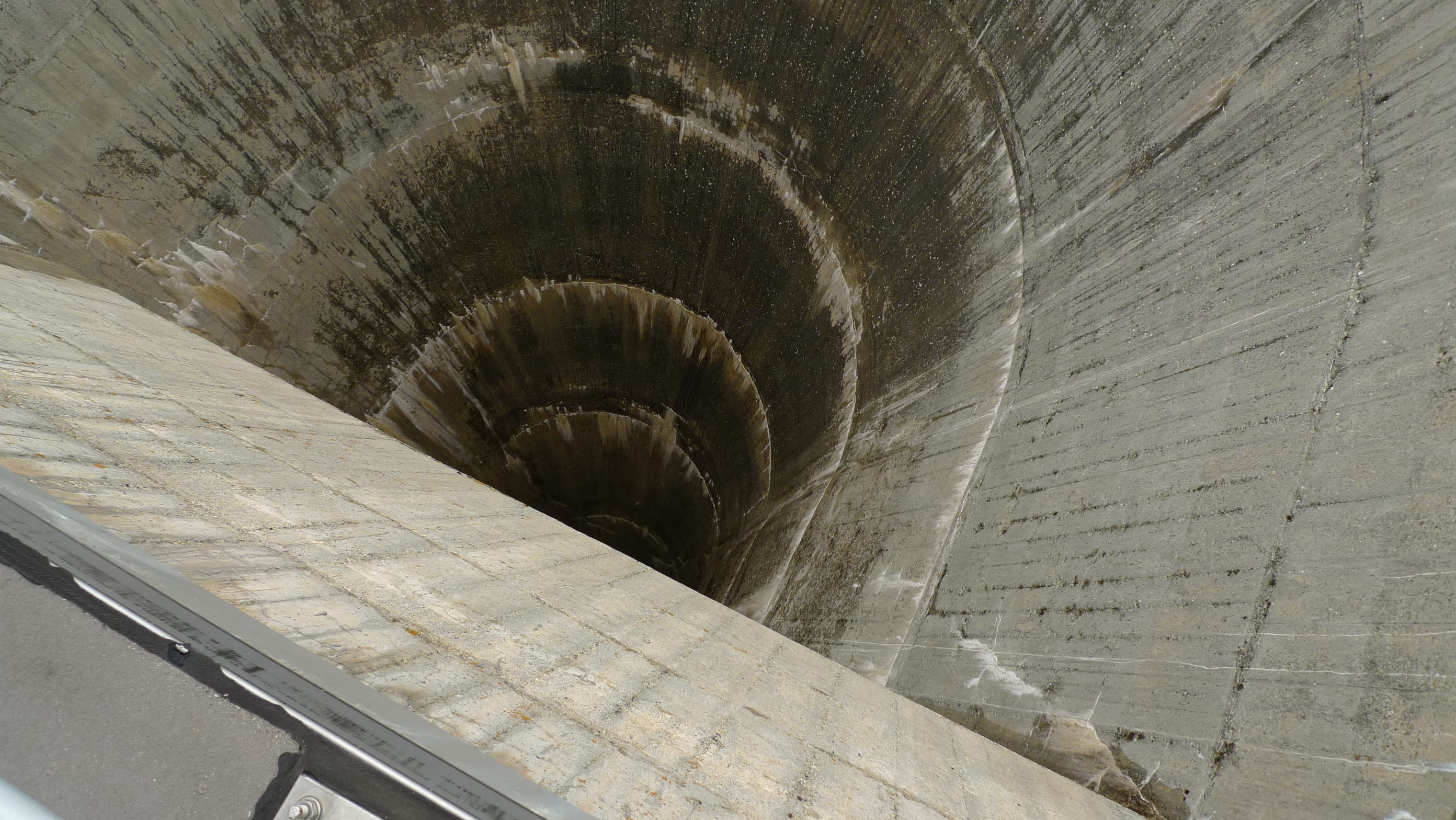
余水吐き